# Faberi
Faberi  (en llatí Faberius) era un dels secretaris privats de Juli Cèsar. Després de l'assassinat de Cèsar l'any 44 aC, Marc Antoni va mantenir Faberi en la mateixa feina, i es creu que va alterar, a petició de Marc Antoni, alguns documents de temps del Cèsar que havien estat declarats vàlids pel senat, als que es van afegir coses que convenien a Marc Antoni, ja que la signatura de Faberi feia molt difícil de distingir els documents autèntics dels espuris. Dió Cassi diu que Marc Antoni es va assegurar els serveis dels secretaris de Cèsar, però no menciona Faberi.